# HK Jesenice
Le HK Jesenice est un club de hockey sur glace de Jesenice en Slovénie.

## Historique
Le club est créé en 1945. Il a remporté à 29 reprises le Državno Prvenstvo, le championnat slovène. Depuis 2006 à 2012, il évolue parallèlement dans le Championnat d'Autriche de hockey sur glace. Il dépose le bilan en 2012.
Le club cesse ses activités à la fin de la saison 2011-2012. Un nouveau club le remplace le HDD Jesenice.

## Palmarès
- Championnat de Yougoslavie (23)
  - Vainqueur en 1988, 1987, 1985, 1982, 1981, 1978, 1977, 1973, 1971, 1970, 1969, 1968, 1967, 1966, 1965, 1964, 1963, 1962, 1961, 1960, 1959, 1958, 1957
- Državno Prvenstvo (9)
  - Vainqueur en 2011, 2010, 2009, 2008, 2006, 2005, 1994, 1993, 1992
- Interliga (2)
  - Vainqueur en 2006, 2005

## Saisons en Autriche
Note : PJ : parties jouées, V : victoires, VP : victoires en prolongation ou en fusillade, D : défaites, N : matchs nuls, DP : défaite en prolongation, DP : défaite en prolongation ou en fusillade, Pts : Points, BP : buts pour, BC : buts contre.
| Saison    | PJ | V  | VP | N | DP | D  | BP  | BC  | Pts | Classement                           | Séries éliminatoires                                                    |
| --------- | -- | -- | -- | - | -- | -- | --- | --- | --- | ------------------------------------ | ----------------------------------------------------------------------- |
| 2010-2011 | 54 | 18 | 2  | - | 9  | 25 | 161 | 196 | 49  | 10e place sur 10                     | Non qualifié                                                            |
| 2009-2010 | 54 | 10 | 6  | - | 7  | 31 | 148 | 205 | 39  | 9e place sur 10                      | Non qualifié                                                            |
| 2008-2009 | 54 | 24 | 9  | - | -  | 30 | 179 | 197 | 54  | 6e place sur 10                      | EC Red Bull Salzbourg 4-1 (quart de finale)                             |
| 2007-2008 | 36 | 21 | 8  | - | 15 | 3  | 100 | 94  | 46  | 4e place sur 10 de la première phase | 6e place sur 6 de la poule finale EHC Liwest Linz 3-2 (quart de finale) |
| 2006-2007 | 56 | 29 | 5  | - | 27 | 4  | 194 | 192 | 48  | 5e place sur 8 de la ligue           | Non qualifié                                                            |